# Großsteingrab Steinfeld-Lehmden
Das Großsteingrab Steinfeld-Lehmden war eine megalithische Grabanlagen der jungsteinzeitlichen Trichterbecherkultur bei Lehmden, einem Ortsteil von Steinfeld (Oldenburg) im Landkreis Vechta (Niedersachsen). Es wurde wohl spätestens im 19. Jahrhundert zerstört. Seine Existenz ist nur durch den Flurnamen „Hünenstein“ überliefert. Über Ausrichtung, Maße und Grabtyp liegen keine näheren Informationen vor.
In der näheren Umgebung gab es ursprünglich noch weitere Großsteingräber: westlich lag das Großsteingrab Steinfeld-Bökenberg. Beim Hauptort Steinfeld existierten mehrere Gräber unbekannter Zahl.